# Тюменев, Александр Ильич
Алекса́ндр Ильи́ч Тюме́нев (12 [24] августа 1880, Санкт-Петербург — 1 июня 1959, Ленинград) — советский историк-антиковед и востоковед, академик АН СССР (1932). Профессор Петроградского университета (1921-23), доктор исторических наук (1934).

## Биография
Родился в семье литератора, либреттиста, библиофила и художника Ильи Фёдоровича Тюменева (1855—1927), правнука рыбинского головы.
В 1899 году с золотой медалью окончил 6-ю Санкт-Петербургскую гимназию, а в 1904 году — историко-филологический факультет Петербургского университета. Занимался историей России, преимущественно XVI—XVII вв. — под руководством профессора С. Ф. Платонова. Платонов намеревался оставить Тюменева на кафедре русской истории для подготовки магистерской диссертации, однако в последний момент тот отказался. Как указано в личном деле Тюменева, с 1905 по 1917 г. он занимался «научно-литературной работой» без привязки к конкретным учреждениям.
В 1928—1931 годах научный сотрудник Ленинградского отделения Коммунистической академии. В 1931—1938 годах научный сотрудник Государственной академии истории материальной культуры.
Преподавал в Ленинградском университете; 23 января 1932 года избран академиком АН СССР по разделу древняя история. Автор более 100 работ по истории античной и древневосточной общественной методологии и социологии истории, проблемам отечественной и всеобщей истории. Публиковался в ВДИ.
Похоронен на Комаровском кладбище. Надгробие на могиле является памятником культурно-исторического наследия.

Памятник на могиле А. И. Тюменева

Древневосточные и античные общества считал двумя типами рабовладельческих обществ. Автор первых марксистских трудов по истории античных обществ. Главное внимание в них уделено социально-экономическим особенностям ветхозаветной истории и её связи с античностью. Он первым применил понятие рабовладельческой формации к истории древней Греции. Стал сторонником исторического материализма ещё до революции.
Был женат. Свободно владел немецким, французским, английским, итальянским, латинским и древнегреческим языками.

## Научные труды и публикации
- Теория исторического материализма. — СПб., 1907
- Очерки экономической и социальной истории Древней Греции. Т. 1—3, Петербург: Гос. изд-во, 1920—1922
  - Т. 1: Революция. — 1920. — [2], 179 с.
- Евреи в древности и в средние века. — Пг., 1922. — С. 63.
- Введение в экономическую историю Древней Греции. — Петроград; Москва: Книга, [1923]. — 48 с. — (Культурно-просветительная библиотека. Третья ступень знания. Сер. Экономическая).
- История античных рабовладельческих обществ. — М.-Л., 1935.
- Рабовладельческий город-государство // История Древней Греции. Ч. II (История древнего мира. Т. III. / Под ред. С. И. Ковалёва. — М., 1937.
- О предназначении людей по мифам древнего Двуречья // Вестник древней истории. — 1948. — № 4.
- Государственное хозяйство Древнего Шумера. — 1956.
- Восток и Микены // Вопросы истории. — 1959. — № 12. — С. 58—74.
- К вопросу об этногенезе греческого народа // Вестник древней истории. — 1953. — № 4; 1954. — № 4.
- Статьи в Вестнике древней истории

## Награды
- орден Трудового Красного Знамени (10.06.1945)[8]